# ديفيد مولهولاند
ديفيد مولهولاند (بالإنجليزية: David Mulholland)‏ هو رسام بريطاني، ولد في 1946، وتوفي في 2005.